# LIVE (河合奈保子のアルバム)
『LIVE』（ライブ）は、河合奈保子が1980年12月10日にリリースした1枚目のライブ・アルバムである。

## 解説
- 1980年10月14日に東京郵便貯金ホールにて行われたファーストライブを収録したものである。
- レコード盤は半透明の黄緑色で、ピクチャーレーベルである。
- レコード盤とカセットテープ(CAR-1014)では収録内容が異なる。カセットテープには「不思議なピーチパイ」及び「ハリケーン・キッド」の2曲が未収録であるが、「パパとふたりだけにして ～喘息で逝った娘の記憶より～」という追加音源(5曲)が収録されている。
- のちにCD化された音源はカセットテープ版の追加音源も収録されている。
- 当時のアルバムチャートで10位にエントリーした。(日本コロムビアの公式ホームページによる)

## 収録曲

### Side A
1. Overture(1分5秒)
2. 愛の花咲くとき(3分18秒)
3. ヤング・ボーイ(3分23秒)
4. Generation'80(4分26秒)
  - コメ・プリマ
  - ゴンドリエ
  - ヴォラーレ
  - パローレ・パローレ
  - 日曜はだめよ
  - チャオ・チャオ・バンビーナ
  - オー・シャンゼリゼ
5. 不思議なピーチパイ(3分43秒)
6. 翼を下さい(4分20秒)

### Side B
1. ハリケーン・キッド(3分28秒)
2. 甘いささやき(3分55秒)
3. 大きな森の小さなお家(3分22秒)
4. Can't Stop The Music(2分45秒)
5. 二人だけのデート(2分55秒)
6. さよなら ありがとう(4分37秒) 当ライブの為のオリジナル曲

※以下はカセットテープ版の収録曲

### Side A(カセット本体のラベルは「SIDE 1」と記される)
1. Overture
2. 愛の花咲くとき
3. ヤング・ボーイ
4. Generation'80
  - コメ・プリマ
  - ゴンドリエ
  - ヴォラーレ
  - パローレ・パローレ
  - 日曜はだめよ
  - チャオ・チャオ・バンビーナ
  - オー・シャンゼリゼ
5. 甘いささやき
6. 大きな森の小さなお家
7. Can't Stop The Music
8. 二人だけのデート
9. さよなら ありがとう

Total Time29分55秒

### Side B(カセット本体のラベルは「SIDE 2」と記される)
◯パパとふたりだけにして　
　～喘息で逝った娘の記憶より～
1. パパとふたりだけにして
2. パパお願い
3. 時は流れ……十二の春
4. ハッピー・ライフ　ハッピー・フィーリング
5. パパとふたりだけにして

Total Time27分50秒
(一の宮はじめ作詞 / 田辺信一作曲)
〈ナレーション〉久米 明

※以下はコンパクトディスク版の収録曲
1. Overture
2. 愛の花咲くとき
3. ヤング・ボーイ
4. Generation’80
  - コメ・プリマ
  - ゴンドリエ～ヴォラーレ
  - パローレ・パローレ
  - 日曜はだめよ
  - チャオ・チャオ・バンビーナ
  - オー・シャンゼリゼ
5. 不思議なピーチパイ
6. 翼を下さい
7. ハリケーン・キッド
8. 甘いささやき
9. 大きな森の小さなお家
10. Can’t Stop The Music
11. 二人だけのデート
12. さよなら　ありがとう
13. パパとふたりだけにして☆
14. パパお願い☆
15. 時は流れ……十二の春☆
16. ハッピー・ライフ ハッピー・フィーリング☆
17. パパとふたりだけにして☆

☆印がカセットテープ版のみに収録されていた追加音源

## クレジット

### スタッフ
- Produced by Toshiya Koike and Minoru Masuda
- Recorded Live at Yubin-chokin Hall, Tokyo, on Oct. 14th 1980
- Recording engineered by Eiji Uchimura
- Mixed at Nichion Studio by Eiji Uchimura
- Mastered at Columbia Studio by Yujiro Kasai
- Arranged by Shinichi Tanabe, Masato Kai
- Conducted by Takahiro Ohmoto
- Constructor: Hajime Ichinomiya
- Production Manager: Yuichi Ishihara
- Stage Manager: Shiichi Nimura
- Assistant Stage Manager: Shigeru Tanahashi
- Music Director: Takahiro Ohmoto
- Music Constructor: Minoru Masuda
- Story Concept: Naoi Kimida, Kohichi Kimida
- Equipment: Roh Matsushita
- Sound: Shinichi Yamada for Onken
- Lighting: Designed by Tamon Yamagata for Taka Project
- Costumes: Setsuko Kurihara
- Coordinator: Toshikatsu Shimizu
- Supervisor: Nagiho Naya
- Executive Producer: Hiroshi Nishino, Masashi Muguruma, Yazaburo Kagawa
- Cover Design: Satoshi Saitoh (Sign)
- Typography: Keiji Sashida (Sign)
- Phototype: Masataka Hasegawa (Mok), Hideo Nakaa (Mok)

### 演奏
- Drums: Katsumi Murata
- Bass: Shigeru Matsumoto
- Lead Guitar: Hiroyuki Ohkubo
- Rhythm Guitar: Hikaru Taketani, Kaoru Oikawa, Shigeshisa Yoshiaki
- Percussion: Haruo Tsuno
- Trumpet: Takehisa Suzuki, Kenji Nakazawa
- Trombone: Kazuo Usui
- Saxphone&Flute: Shigeo Suzuki
- Background vocals: Feeling Free (Taeko Katoh, Sachiko Nakatani, Yumi Itoh), Music Creation (Shigeru Tamura, Naoyoshi Kamata)